# Duleep Singh
Maharaja Duleep Singh (Lahore, 6 settembre 1838 – Parigi, 22 ottobre 1893) anche noto come Dalip Singh e successivamente, in vita, soprannominato Black Prince of Perthshire, fu l'ultimo maharaja dell'impero Sikh. Era il più giovane dei figli maschi del maharaja Ranjit Singh, figlio unico della maharani Jind Kaur.
Fu messo al potere nel settembre 1843, all'età di cinque anni, con sua madre che funse da reggente, e dopo la loro sconfitta nella guerra anglo-sikh, sotto ministro residente. Fu successivamente deposto dalla corona britannica, e poi esiliato in Gran Bretagna all'età di 15 anni, dove fece amicizia con la regina Vittoria, che si dice abbia scritto del maharaja del Punjabi: "Quegli occhi e quei denti sono troppo belli". La regina fu madrina di diversi dei suoi figli. Morì nel 1893, vivendo la maggior parte dei suoi ultimi anni nel Regno Unito.
Sua madre aveva effettivamente governato quando lui era molto giovane e lui riuscì a incontrarla di nuovo il 16 gennaio 1861, a Calcutta, e a tornare con lei nel Regno Unito. Durante gli ultimi due anni della sua vita, sua madre racconto al Maharaja del suo retaggio sikh e dell'impero che una volta era stato il suo regno. Nel giugno del 1861, fu uno dei primi 25 cavalieri dell'Ordine della Stella d'India.

## Infanzia

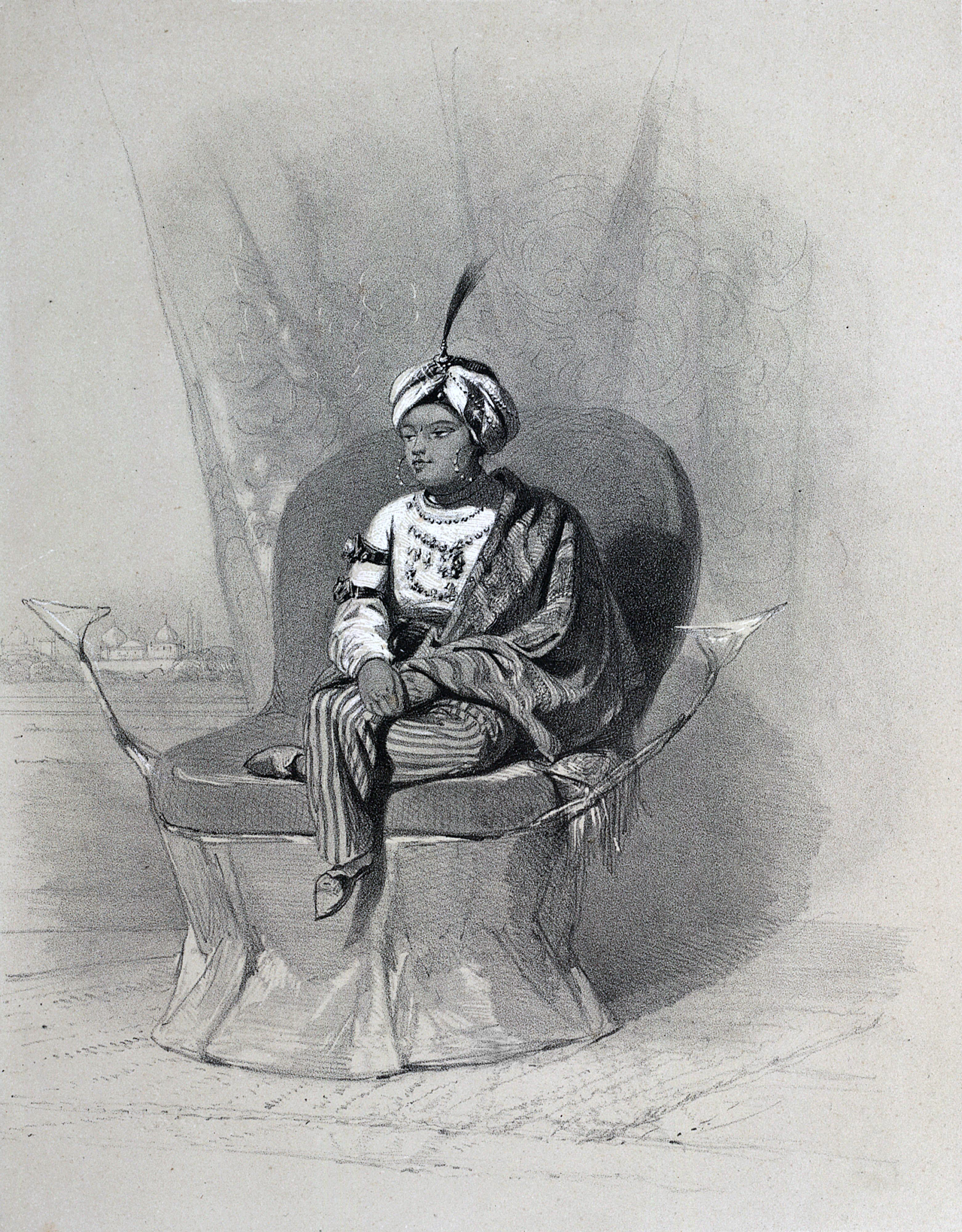
Un giovane Duleep Singh

Dopo la morte del maharaja Ranjit Singh nel 1839, Duleep Singh visse tranquillamente con sua madre, Jind Kaur Aulakh, a Jammu governata da Gulab Singh, sotto la protezione del visir, il raja Dhian Singh. Lui e sua madre furono richiamati a Lahore nel 1843 dopo l'assassinio dei maharaja Sher Singh e Dhian Singh, e il 16 settembre, all'età di cinque anni, Duleep Singh fu proclamato maharaja dell'impero sikh, con la maharani Jind Kaur come reggente.
Il 13 dicembre 1845 la compagnia britannica delle Indie orientali dichiarò guerra ai sikh e, dopo aver vinto la prima guerra anglo-sikh, mantenne il maharaja come sovrano nominale, ma rimpiazzò la maharani con un consiglio di reggenza e poi la imprigionò ed esiliò. Passarono più di tredici anni prima che a Duleep Singh fosse permesso di rivedere di nuovo sua madre.
Dopo la fine della seconda guerra anglo-sikh e la successiva annessione del Punjab il 29 marzo 1849, fu deposto all'età di dieci anni e affidato alle cure del Dr John Login e mandato da Lahore a Fatehgarh il 21 dicembre 1849, con rigide restrizioni su chi gli era permesso di incontrare. Nessun indiano, eccetto servitori fidati, poteva incontrarlo in privato. Per una questione di politica britannica, doveva essere culturalmente anglicizzato in ogni possibile aspetto. Secondo quanto riferito, la sua salute era scarsa e spesso veniva mandato alla stazione collinare di Landour vicino Mussoorie nel Basso Himalaya per la convalescenza, all'epoca a circa 4 giorni di viaggio. Sarebbe rimasto per settimane a Landour in un grande edificio in cima a una collina chiamato The Castle, che era stato lussuosamente arredato per ospitarlo.

### Conversione al Cristianesimo
Nel 1853, sotto la tutela del suo servitore di lunga data Bhajan Lal (egli stesso un convertito cristiano), Duleep Singh si convertì alla Cristianità a Fatehgarh con l'approvazione del governatore generale lord Dalhousie. La sua conversione rimane controversa e avvenne prima di compiere 15 anni. In seguito ebbe seri dubbi e rimpianti riguardo a questa decisione e si riconvertì al sikhismo nel 1886.
Fu anche fortemente e continuamente esposto ai testi cristiani sotto la tutela del devoto Sir John Spencer Login. I suoi due più cari amici d'infanzia erano entrambi missionari anglicani inglesi. Nel maggio 1854 fu mandato in esilio in Gran Bretagna.

## Vita in esilio
Duleep Singh arrivò in Inghilterra alla fine del 1854 e fu introdotto alla corte britannica. La regina Vittoria dimostrò affetto per il maharaja con il turbante, così come anche il principe consorte. Duleep Singh fu inizialmente alloggiato Claridge's Hotel a Londra prima che la compagnia britannica delle Indie orientali rilevasse una casa a Wimbledon e poi una casa a Roehampton che divenne la sua casa per tre anni. Fu anche invitato dalla regina a stare con la sua famiglia ad Osborne House, dove lo ha tratteggiato mentre giocava con i suoi figli ed il principe Alberto lo fotografava e l'artista di corte Winterhalter realizzava il suo dipinto
Alla fine si stufò di Roehampton ed espresse il desiderio di tornare in India, ma la consiglio della compagnia delle Indie Orientali gli suggerì di fare un giro del continente europeo, cosa che fece con sir John Spencer Login e lady Login. Fu membro della Royal Photographic Society, dal 1855 fino alla sua morte.
Fu anche membro della Massoneria, iniziato nel 1861.

## Famiglia

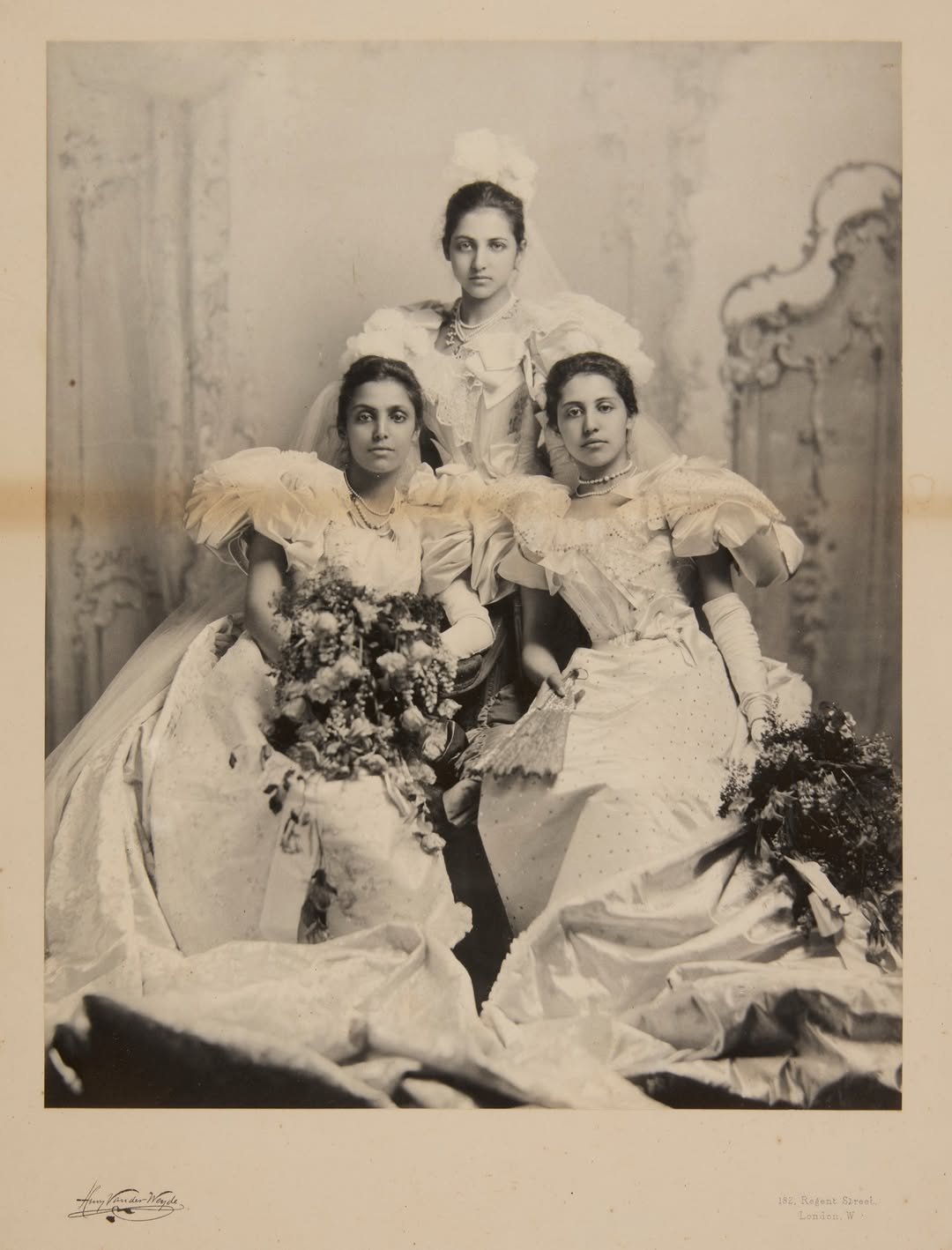
Fotografia che ritrae le tre figlie (Sophia, Bamba e Catherine) del maharaja Duleep Singh e Bamba Müller nel 1894

Sir Duleep Singh si sposò due volte, la prima, ad Alessandria d'Egitto il 7 giugno 1864, con Bamba Müller una donna di lingua araba, per metà etiope e per metà tedesca, il cui padre era un banchiere tedesco e la cui madre era una schiava cristiana copta abissina. Dal matrimonio con Bamba nacquero sette figli, il primo dei quali, un maschio ed erede morì all'età di un giorno nel 1865. Gli altri furono:
- Principe Victor Albert Jay Duleep Singh (10 gennaio 1866 - 7 giugno 1918)
- Principe Frederick Victor Duleep Singh (23 gennaio 1868 - 15 agosto 1926)
- Principessa Bamba Sofia Jindan Duleep Singh (29 settembre 1869 - 10 marzo 1957)
- Principessa Catherine Hilda Duleep Singh[17] (27 ottobre 1871 - 8 novembre 1942)
- Principessa Sophia Alexandra Duleep Singh (8 agosto 1876 - 22 agosto 1948)
- Principe Albert Edward Alexander Duleep Singh (1879 - 1 maggio 1893)

Dopo la morte della prima moglie il 18 settembre 1887, si risposò a Parigi il 28 aprile 1889 con Ada Douglas Wetherill (1869-1930), figlia di un ingegnere civile che era stata l'amante di Duleep, da lei ebbe altri due figli:
- Principessa Pauline Alexandra Duleep Singh (26 dicembre 1887 - 10 aprile 1941)
- Principessa Ada Irene Beryl Duleep Singh (25 ottobre 1889 - 14 settembre 1926)

Tutti gli otto figli sono morti senza discendenza legittima, ponendo fine alla linea diretta della regalità sikh.